# Calle de Vallaeta
La calle de Vallaeta es una vía pública de la ciudad española de Sagunto.

## Descripción
La vía, cuyo nombre viene a indicar que en el pasado se trataba de una bajada, discurre desde la calle de los Huertos hasta la avenida de los Santos de la Piedra. Aparece descrita en el Nomenclator de las calles, plazas y puertas antiguas y modernas de la ciudad de Sagunto (1901) de Antonio Chabret y Fraga con las siguientes palabras:

Vallaeta. Se da este nombre á un camino en pendiente que desde la calle de los Huertos conduce al río. El diminutivo devalladeta, significa como es sabido bajadita, del verbo devallar. En el siglo XIII, se consideraba esta bajada como formando parte del camino de Montiber que conduce á la carretera de Barcelona.
(Chabret y Fraga, 1901, p. 91)